# Hrženica
Hrženica falu Horvátországban, Varasd megyében. Közigazgatásilag Sveti Đurđhoz tartozik.

## Fekvése
Varasdtól 19 km-re keletre, községközpontjától 3 km-re északnyugatra a Dráva jobb partján fekszik.

## Története
Története során végig a szentgyörgyi plébániához tartozott. Az 1680-as egyházi vizitáció szerint 50 ház állt a faluban.
1857-ben 752, 1910-ben 991 lakosa volt. 1920-ig Varasd vármegye Ludbregi járásához tartozott. 2001-ben 263 háza és 948 lakosa volt.

## Nevezetességei
- A  Szent Flórián-kápolna 1857-ben épült. Oltára fából készült a 19. század közepén. A kápolnában három szobor található, melyek Szent Flóriánt, Szűz Máriát és Jézust ábrázolják. Legértékesebb kincse egy a 18. század közepén ismeretlen ötvösmester által készített kehely. A kápolnát 150 éves története során többször megújították, utoljára 2001-ben.
- 19. századi lakóház.
- Varošćina régészeti lelőhely